# Avi Loeb
Abraham "Avi" Loeb  (hebreiska: אברהם (אבי) לייב), född 26 februari 1962 i Beit Hanan, Israel, är en israelisk-amerikansk teoretisk fysiker med inriktning på astrofysik och kosmologi. Han är professor vid amerikanska Harvarduniversitetet.
Loeb har skrivit flera populärvetenskapliga böcker, däribland Utomjordiskt: de första tecknen på intelligent liv (2021)  och Liv i rymden (2023).